# Daniel Murúa
Daniel Ignacio Murúa Burgos (nacido el 15 de marzo de 1957 en Córdoba, Argentina) es un ex-futbolista argentino. Jugaba de delantero y su primer club fue Algeciras CF.

## Carrera
Comenzó su carrera en 1978 jugando para Talleres de Córdoba. Continúa su carrera en España en ese año jugando para el Algeciras CF. Jugó para el club hasta 1979. En ese año se fue al Sevilla FC. Jugó para el club hasta 1982. Ese año se fue al Xerez CD. Jugó para el club hasta 1983. Ese año, ya de regreso a su país natal, juega para el Racing de Córdoba. En 1984 pasó al Unión SV, en donde se retiró.

## Clubes
| Club                | País      | Año       |
| ------------------- | --------- | --------- |
| Talleres de Córdoba | Argentina | 1978      |
| Algeciras CF        | España    | 1978-1979 |
| Sevilla FC          | España    | 1979-1982 |
| Xerez CD            | España    | 1982-1983 |
| Racing de Córdoba   | Argentina | 1983      |
| Unión SV            | Argentina | 1984      |